# 'Ndrina Mangeruca
I Mangeruca sono una 'ndrina della 'ndrangheta che opera a Cornaredo, vicino a Milano, originaria di Cirò Marina. Sono attivi nell'edilizia, nei mobilifici e negli esercizi pubblici (bar e ristoranti).
Sono presenti a Milano fin dagli anni '70.

## Capibastone
- Costantino Mangeruca[1] (Cirò Marina), deceduto[1].
- Giuseppe Mangeruca[1] (Africo, 1954), dal 2013 sotto processo per un'estorsione ai danni di un commerciante, a giugno 2014 denunciato ancora per estorsione e rapina aggravata verso alcuni suoi dipendenti[6].

## Fatti recenti
- Il 5 giugno 2013 viene arrestato Giuseppe Mangeruca[1].
- Il 20 giugno 2014 Giuseppe Mangeruca viene accusato di estorsione e rapina aggravata verso alcuni suoi dipendenti[6].